# あしたがあるから
『あしたがあるから』は、1991年10月18日から同年12月20日までTBS系列「金曜ドラマ」枠で放送されたドラマ。主演は今井美樹。脚本は内館牧子。

## 概要
前年に放送され話題を集めたドラマ『想い出にかわるまで』と同じ今井・内館・TBSの遠藤環プロデューサーの次なる作品として注目を集めていた。また、福山雅治の連続ドラマ初出演作品でもある。
秋元康が本作にブレイン・スタッフとして参加している。

## あらすじ
安部令子（27歳）（今井美樹）は短大卒業後に大手（東証一部上場企業）の城東商事（本社）に勤める平凡な会社員。同じ職場（建築資材部営業第一課）の課長補佐の反町健太（32歳）（石橋凌）と付き合いながら、ゆくゆくは結婚することに憧れていた。一方、山吹圭子（24歳）（仙道敦子）は城東商事の城之内敏光社長（47歳）（村井国夫）を父親に持つキャリアウーマン。バリバリ仕事をこなす傍らで、健太に密かな想いを寄せていた。
ある日、令子は社長の辞令で特別企画部の部長に抜擢され、圭子と、同僚の高見沢亜希（22歳）（中嶋朋子）、亜希と付き合いながらも圭子に憧れる若村良一（25歳）（福山雅治）たちとともに新規事業の企画立ち上げという大役を担うことになる。戸惑いを隠せない令子だが、恋敵でもあり仕事のできる圭子と時に反発し、同僚との様々な確執に揉まれながらもひとつのビジネスを思いつき、持ち前の明るさで事業を成し遂げようと奮闘する。しかしその裏には、令子の家族をも巻き込もうとする城之内社長の画策があった。

## キャスト
（出典：）
- 安部令子〈27〉 - 今井美樹
平凡な家の育ちで、将来は結婚して普通の主婦になるものと考えていたが、圭子との出会いから仕事に目覚める。
- 反町建太〈32〉 - 石橋凌
令子の恋人。女は男が支えていくべきという考えを持っているが、令子の仕事に理解を示していく。一方で圭子からも恋心を寄せられて悩む。
- 山吹圭子〈24〉 - 仙道敦子
旧姓は城之内だが、両親の離婚で母親の姓になる。一流大学卒のエリートながら、自分は驕ることなく社内での評判は上々。令子とは仕事と恋の両面で敵対する。
- 高見沢亜希〈22〉 - 中嶋朋子
良一の恋人。ドライな性格で、仕事も恋も“それなりに”といった考え。しかし一方では令子の出世を妬むことも。
- 若村良一〈25〉 - 福山雅治
若手社員。元々出世欲はあまり無かったが、令子の出世を目の当たりにして意欲的になる。亜希と恋愛関係にありながら圭子にも恋心を寄せている。
- 城之内敏光 - 村井国夫
圭子の父親で、令子、圭子が勤める会社の社長。過去、万里子に恋をしていたがフラれ、それがシコリとして残っている。
- 安部康夫〈54〉  - 井川比佐志
令子の父親。かつて展開していた事業が失敗、その後は小さな花屋を経営している。妻・万里子の交友関係を気にする。
- 安部万里子〈45〉 - 大楠道代
令子の母親。夫に尽くして子供には理解している良妻賢母タイプ。結婚前に城之内の強引なアプローチに負ける形で関係を持っていた。後にフッたが、それはその後にも尾を引いている。
- 安部真一郎 - 田中傑幸
令子の弟で大学生。遊びまくる日々を送り、令子とはよくケンカしているが、最も信頼し合える姉弟関係を築いている。

## スタッフ
- ブレイン・スタッフ：秋元康
- 脚本：内館牧子
- 演出：大岡進、森山享、金子与志一
- プロデューサー：遠藤環
- テーマ曲：今井美樹「PIECE OF MY WISH」（フォーライフ・レコード）
- 制作著作：TBS

## 放送日程
| 各話   | 放送日   | サブタイトル     | 演出       |
| ------ | -------- | ---------------- | ---------- |
| 第一章 | 10月18日 | 運命の鼓動       | 大岡進     |
| 第二章 | 10月25日 | 後戻り出来ない   | 大岡進     |
| 第三章 | 11月01日 | 結婚出来ないかも | 森山享     |
| 第四章 | 11月08日 | 横取りしないで!  | 森山享     |
| 第五章 | 11月15日 | 言えなかった過去 | 金子与志一 |
| 第六章 | 11月22日 | 悩みの後の決断   | 大岡進     |
| 第七章 | 11月29日 | 耐えに耐える勇気 | 森山享     |
| 第八章 | 12月06日 | 二人きり…突然に  | 金子与志一 |
| 第九章 | 12月13日 | 幸福の向う側で…  | 金子与志一 |
| 最終章 | 12月20日 | それぞれの道は…  | 大岡進     |